# カンナ鉄道事故
カンナ鉄道事故（カンナてつどうじこ）とは、1998年11月26日にインド・パンジャーブ州カンナ付近で発生した鉄道事故である。事故現場はインド北部鉄道のカンナ – ルディヤーナー間に位置していた。

## 事故の経過
最初にアムリトサルへ向かう「フロンティア・メール」 ("Frontier Mail") の6両の客車が脱線。その後3時15分にコルカタへ向かうジャムタウィ発シールダ行き急行列車が線路を支障していた客車に衝突した。両列車には2500人の乗客がいたと推定されるがそのうち少なくとも212人が死亡した。最初の脱線はレールの破損が原因であった。